# Landrasse (Bienen)
Landrasse oder Landbiene ist die umgangssprachliche Bezeichnung für die einheimische Dunkle Biene (Apis mellifera mellifera). Der Ausdruck ist abgeleitet von dem allgemeinen Begriff Landrasse, der für Lokalrassen und -schläge von Nutztieren verwendet wird, die sich ohne systematische Züchtung in bestimmten Räumen herausgebildet haben. Bis vor wenigen Jahrzehnten wurde in allen europäischen Ländern auf der Alpennordseite ausschließlich mit der Landrasse geimkert. Importe von südlichen Unterarten der Honigbienen, insbesondere von Carnica-Bienen, haben die Landrasse hybridisiert und schließlich verdrängt.
Als einzige einheimische Unterart der Honigbiene hat sich die Dunkle Biene (Apis mellifera mellifera) seit der letzten Eiszeit an das lokale Klima und die lokalen Umweltbedingungen angepasst. So entstand auf der Alpennordseite, und als geografische Ausnahme in den Pyrenäen, die sogenannte Landrasse mit vielen Ökotypen.

## Von Irland über die Alpenländer bis in den Ural
Von Irland über die Alpenländer bis in den Ural erhielt die Landrasse verschiedene Namen:
- Schwarze Biene, Dunkle Biene, Nigra (Schweiz)
- Braunelle, Nigra (Österreich)
- Heidebiene, Nordrasse oder Braune Deutsche Biene (Deutschland)
- Black Bee, Native Irish Honey Bee (Irland, England, Schottland, Wales und Nordirland)
- L’abeille noire (Frankreich)
- Norsk Brunbie (Norwegen)
- Ptschjelinyj ljes (= Waldbiene), Bursjanskaja ptschjela (= Brsjanski Biene, nach dem Bezirk Bursjanski in der russischen Republik Baschkortostan) (Russland)

## Importierte Bienen verdrängten die einheimische Landrasse
Ab dem Zweiten Weltkrieg wurde die Landrasse in den meisten europäischen Ländern durch Importe von südlichen Unterarten der Honigbienen, insbesondere der Carnica, zuerst hybridisiert und dann verdrängt: In Deutschland und Österreich ab den 1930er Jahren, in der Schweiz ab den 1970er und zunehmend in den 1990er Jahren.
Weil viele Imker bei der Standbegattung blieben, kreuzte sich die einheimische Landrasse mit der importierten Carnica. Es entstanden Hybriden mit erhöhter Stechlust und Wabenflüchtigkeit, unangepasstem Brutverhalten, ungleicher Volksentwicklung und unausgeglichenen Honigerträgen.
Diese Eigenschaften der Hybriden wurden fälschlicherweise der Landrasse zugeschrieben. Obwohl der Carnica-Anteil immer größer wurde, machte man die Landrasse für die schlechten Eigenschaften verantwortlich. Ein Imageschaden, unter dem die Landrasse bis heute leidet. In den meisten Ländern auf der Alpennordseite wurde die Landrasse deshalb vollständig verdrängt.
In den deutschsprachigen Ländern findet man nur noch in Österreich (rund 1000 reinrassige Völker oder 1 Prozent der gesamten Völkerzahl) und in der Schweiz (rund 15’000 Völker oder 10 Prozent) Dunkle Bienen, die der ursprünglichen Landrasse entsprechen.

### Deutschland
- Gemeinschaft zum Erhalt der Dunklen Biene e.V. (GEDB)
- Nordbiene
- Zuchtverband Dunkle Biene Deutschland e.V.

### Österreich
- Verein der Züchter der Dunklen Biene in Österreich (AMZ)

### Schweiz
- VSMB mellifera.ch / Verein Schweizerischer Mellifera Bienenfreunde

### International
- Societas Internationalis pro Conservatione Apis Mellifera Mellifera (SICAMM)
- Belgien: Organisation de l'association Mellifica (Mellifica)
- Großbritannien: Bringing Back Black Bees (B4 Project)
- Irland: The Native Irish Honey Bee Society (NIHBS)
- Norwegen: Norsk Brunbielag (NBBL)
- Russland: Russian Association for Conservation Apis mellifera mellifera (RACAMM)
- Schweden: Föreningen och projektet NordBi (NordBi)
- Tschechische Republik: Vcelatmava, Spolek chovatelů včely tmavé